# Portrait de Giovanna Baccelli
Le Portrait de Giovanna Baccelli est un portrait peint en 1782 par l'artiste britannique Thomas Gainsborough. Il représente la danseuse italienne Giovanna Baccelli, première ballerine du King's Theatre de Haymarket à Londres. Elle était également la maîtresse du duc de Dorset, qui commanda le tableau. En raison de leur relation et de sa profession de danseuse, l'œuvre fut considérée comme une œuvre à la limite du décorum. Le tableau fut exposé à l'exposition de la Royal Academy de 1782 à Somerset House à Londres et fait maintenant partie de la collection de la Tate Britain de Pimlico, qui l'a acquis en 1985.